# Горно Крушари
Горно Крушари (на гръцки: Έσω Αχλαδοχώρι, катаревуса: Έσω Αχλαδοχώριον, до 1926 година Έσω Κρουσάρ, Есо Крусар или Άνω Κρούσαρι, Ано Крусари) е историческо село в Гърция, дем Пела, област Централна Македония.

## География
Селото е било разположено в Солунското поле, югозападно от град Енидже Вардар (Яница).

## История

### В Османската империя
В XIX век Горно Крушари е част от Ениджевардарска каза на Османската империя. На австро-унгарската военна карта е отбелязано като Крушар (Krušar), също и на картата на Йоргос Кондоянис – Крусари (Κρουσάρι).
По данни на секретаря на екзархията Димитър Мишев („La Macédoine et sa Population Chrétienne“) в 1905 година в Горно Крушари (Армут) (Gorno Krouchari Armout) има 512 българи екзархисти. Селото би могло да е и Крушари. Бранков дава и село Дорт Армуд (Deurt-Armoud) с 285 българи патриаршисти гъркомани.
В 1910 година Халкиопулос пише, че в Армудзи Кросари (Αρμουντζί Κροσάρι) има 50 цигани мюсюлмани.

### В Гърция
В 1912 година е окупирано от гръцки части. Регистрирано е като селище с християнска и мюсюлманска религия и „македонски“ и цигански език. След Междусъюзническата война в 1913 година селото попада в Гърция. Преброяването в 1913 година показва Ано Крусари (Άνω Κρουσάρι) като село с 45 мъже и 40 жени.
Боривое Милоевич пише в 1921 година („Южна Македония“), че Горно Крушар има 5 къщи славяни християни и 4 къщи цигани мохамедани.
В 1924 година мюсюлманските му жители се изселват в Турция и селото е изоставено. В 1926 година името на селото е преведено на гръцки като Есо Ахладохорион, тоест Вътрешно Крушево село.
Землището е присъединено към това на Горно Власи.
| Година    | 1913 | 1920 | 1928 | 1940 | 1951 | 1961 | 1971 | 1981 | 1991 | 2001 | 2011 | 2021 |
| --------- | ---- | ---- | ---- | ---- | ---- | ---- | ---- | ---- | ---- | ---- | ---- | ---- |
| Население | 85   | 91   | 82   | 33   |      |      |      |      |      |      |      |      |